# Чкадуа, Ибрагим Мегонович
Ибрагим Мегонович Чкадуа (абх. Ибрагим Мегона-иҧа Ҷҟадуа; 11 ноября 1967, Ткварчели, Абхазская АССР) — абхазский сценарист, режиссёр, журналист, писатель, фотограф.

## Биография
Родился в абхазской семье.
В 1985 году поступил на исторический факультет Абхазского государственного университета. 
В 1985—1987 гг. служил в Советской армии.
Принимал участие в Отечественной войне народа Абхазии (1992—1993).
Продолжительное время работал на абхазском телевидении.
Издавал газету «Форум» (2005—2008), как главный редактор.
Провёл несколько персональных фотовыставок. 
Автор документальных (Трилогия о писателе Фазиле Искандере) и художественных короткометражных фильмов. 
Автор сборника рассказов «Ковчег». В соавторстве с Астамуром Тания издал книгу «История денежного обращения Абхазии».
Лауреат национальной премии Союза журналистов РФ и Международной гильдии профессиональных фотографов российских СМИ «Золотой глаз России» за 2012 год.
Также стал лауреатом Международной литературной премии им. Фазиля Искандера (номинация «Художественная проза») за книгу рассказов «Ковчег» за 2023 год.
Ведет программу «Битый час» на видеохостинге YouTube.
В настоящее время живёт и работает в Сухуме, столице Республики Абхазия.

## Семья
Женат, имеет двух детей.